# ابراهیم ارفع
سرتیپ ابراهیم اَرْفَع (۱۲۸۰- ۲۸ دی ۱۳۲۱) نظامی ایرانی، فرزند رضا ارفع، رئیس ستاد سپاه غرب و فرمانده لشکر کردستان در سال ۱۳۲۰ تا ۱۳۲۱ در دودمان پهلوی بود.

## زندگی
ابراهیم ارفع در سال ۱۲۸۰ در تفلیس به دنیا آمد. او پس از تحصیلات مقدماتی و یادگیری زبان‌های فرانسوی و روسی برای ادامۀ تحصیل به فرانسه رفت. در فرانسه پس از تحصیلات متوسطه، به مدرسه نظامی سن-سیر (دانشکدۀ پیاده‌نظام) رفت. در این دانشکده رتبۀ اول و درجۀ افسری را کسب کرد.
مدتی در یک هنگ پیاده در ارتش فرانسه خدمت کرد و در ۱۳۰۱ با درجۀ نایب‌دومی در ارتش ایران مشغول خدمت شد. در لشکرهای کردستان و خراسان مدتی فرمانده گروهان و گردان بود. در سال ۱۳۱۴ درجۀ سرگردی را کسب کرد و فرمانده گردان پیاده دانشکده افسری شد. در سال ۱۳۱۷ سرهنگ دوم و در سال ۱۳۱۹ سرهنگ شد. در سال ۱۳۲۰ رئیس ستاد سپاه غرب (لشکرهای کردستان و کرمانشاه) شد و بعد از شهریور ۱۳۲۰ کفیل فرمانده لشکر کرمانشاه شد. در اوایل سال ۱۳۲۱ بعد از قتل سرلشکر محمود امین، فرمانده لشکر کردستان در ۱۸ بهمن ۱۳۲۰ جایگزین او شد و در این مدت به مبارزه با اشرار پرداخت. به همین علت درجۀ سرتیپی گرفت و فرمانده لشکر ۲ پادگان مرکز (تهران) شد. در ۲۸ دی ۱۳۲۱ به دعوت دولت انگلیس به همراه گروهی از افراد انگلیسی (از جمله چایلدز، مشاور سفارت بریتانیا) و افسران ایرانی (سرهنگ شرف‌الدین قهرمانی فرماندۀ نیروی هوایی ایران، سرهنگ غلامحسین شیبانی و سرگرد ابوالفتح مهاجر) برای بازدید از جبهۀ جنگ آفریقای شمالی راهی این جبهه شد. اما هواپیمای آنان پس از برخاستن از فرودگاه قلعه‌مرغی تهران در نزدیک خرقان (نزدیک قزوین) به علت کولاک و برف سنگین و نقص فنی سقوط کرد و همۀ سرنشینان کشته شدند. دربارۀ سقوط این هواپیما شایعه‌هایی وجود داشت. این افسران طی مراسمی رسمی، تشییع و در گورستان ظهیرالدوله به خاک سپرده شدند.

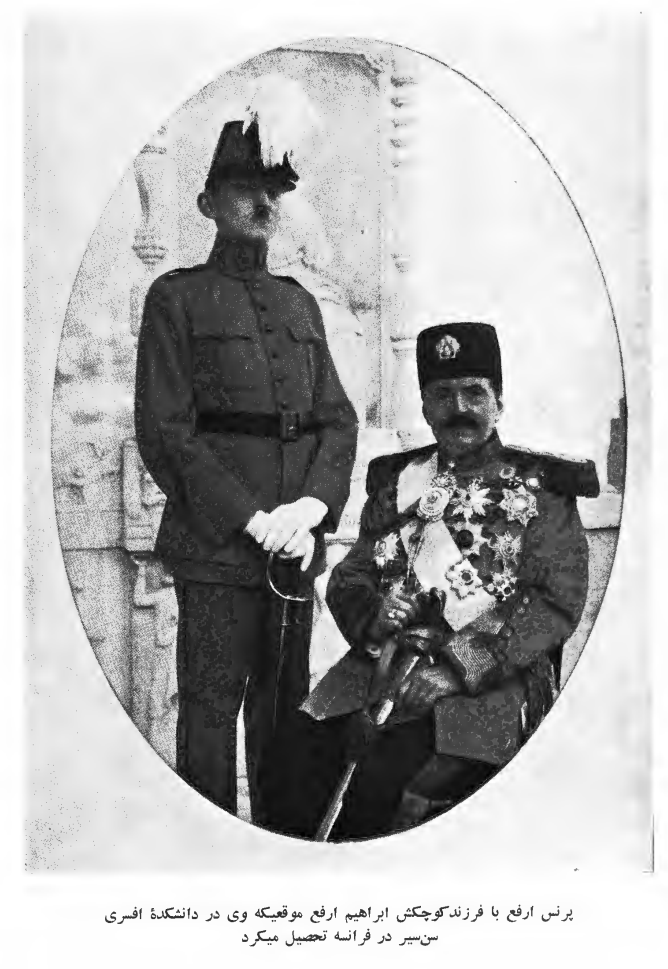
ابراهیم ارفع در کنار پدرش، در زمان تحصیل ابراهیم در دانشکدۀ افسری سن‌سیر در فرانسه